# Jürgen Nolte
Jürgen Nolte (ur. 19 listopada 1959 w Bonn) – niemiecki szablista reprezentujący też RFN, trzykrotny medalista mistrzostw świata.
Podczas mistrzostw świata w Denver w 1989 roku reprezentanci RFN w składzie: Frank Bleckmann, Felix Becker, Jürgen Nolte, Ulrich Eifler i Jörg Kempenich zdobyli srebrny medal w szabli drużynowej. W rywalizacji drużynowej zdobył następnie brązowe medale na mistrzostwach świata w Lyonie (1990) i mistrzostwach świata w Budapeszcie (1991).
Na igrzyskach olimpijskich w Los Angeles w 1984 roku był piętnasty w turnieju indywidualnym i czwarty w drużynowym. Na rozgrywanych cztery lata później igrzyskach olimpijskich w Seulu był siódmy indywidualnie i szósty drużynowo. Brał też udział w igrzyskach olimpijskich w Barcelonie w 1992 roku, zajmując ósme miejsce w rywalizacji indywidualnej i piąte w drużynowej. 